# Dagobert II.
Dagobert II. (652 – 23. prosince 679 Mouzay, Stenay) byl franským králem Austrasie od roku 676 až do své smrti. Pocházel z rodu Merovejců, dominantní dynastie Franků. Byl synem Sigeberta III. a neznámé ženy. Jeho nevlastní sestrou byla Bilichilda. Jméno dostal po svém dědovi Dagobertovi I.

## Mládí v exilu
Dle kroniky Liber Historiae Francorum po Sigebertově smrti nechal majordomus královského paláce a nejmocnější úředník krále Grimoald Starší mladého Dagoberta tonzurovat a Didem, biskupem z Poitiers uvěznit. Díky tonzurování nebyl Dagobert vhodný pro trůn, protože merovejští králové vždy nosili dlouhé vlasy. Biskup z Poitiers poté Dagoberta poslal do exilu v Irsku. Datování těchto událostí je nejisté. Obvykle je uváděn rok 656. Důvodem k odstranění Dagoberta byly zájmy majordoma Grimoalda, který na austrasiánský trůn dosadil svého syna Childeberta. S tímto převratem neustrijská aristokracie nesouhlasila a pod vedením Chlodvíka II. nechala Grimoalda zatknout a přivést do Paříže, kde byl popraven, protože jednal proti svému pánovi, oprávněnému merovejskému nástupci. V roce 662 byl na trůn v Austrasii dosazen Chlodvíkův druhý syn Childerich II., který byl ženatý s Bilichildou, Dagobertovou nevlastní sestrou. Byl ještě nezletilý a tak regentství se ujala Chimnechilda, vdova po Sigibertovi III. Tato opatření nějakou dobu přetrvala, ale mocenský boj znovu začal, když byl Childerich II. spolu s královnou a pětiletým synem v roce 675 zavražděn. Bezprostředním výsledkem Childerichovy vraždy byla občanská válka. Bývalý majordomus královského paláce Ebroin prohlásil králem v Austrasii jistého Chlodvíka III., patrně syna neustrijského krále Chlothara III., zatímco Leodegar, biskup z Autunu na královský trůn v Neustrii jmenoval třetího Chlodvíkova syna, Theudericha III. Když Ebroin získal královský poklad a moc, sesadil již nepotřebného Chlodvíka III. z trůnu a králem Austrasie také uznal Theudericha. Tímto krokem, ale ztratil podporu austrasiánských aristokratů, kteří si v této složité situaci vzpomněli na Dagoberta a povolali ho z jeho irského exilu zpět do Austrasie.

## Návrat z exilu
Životopis Vita Sancti Wilfrithi je jediným zdrojem, který popisuje Dagobertův návrat z exilu. Tento životopis anglického biskupa Wilfrida napsal v prvních desetiletích 8. století Štěpán z Riponu. Podle Štěpána byl Dagobert v mládí vyhoštěn do Irska a když se jeho přátelé a příbuzní později dozvěděli, že je stále žijící, požádali Wilfrida, aby ho přivedl do Anglie a odtud ho poslal dále do Austrasie. Životopis Wilfrida nespecifikuje, kdo povolal Dagoberta zpět do Austrasie, pouze zmiňuje, že šlo o přátele (amici) a příbuzné (proximi). Příbuzní možná byli ze strany jeho matky. Panuje částečná shoda na tom, že přáteli byli Wulfoald, bývalý majordomus královského paláce a Pipin II. Prostřední s Martinem z Laonu, kteří byli v roce 675 nejvlivnějšími osobnostmi po smrti králů. Přesné datum Dagobertova návratu z exilu není známo. Childerich II. byl zavražděn v roce 675 a Dagobert je na trůnu zmíněn v roce 676.

## Králem Austrasie
Informací o Dagobertově vládě se dochovalo nemnoho. Životopis abatyše Sadalbergy z Laonu jen stručně zmiňuje nedávné boje mezi králem Dagobertem a Theuderichem III., což naznačuje pokračující válku mezi Ebroinem a Austrasijci. Je možné, že během této války zahájil Pipin II. Prostřední a Martin z Laonu útok na Theudericha, který byl poražen Ebroinem ve bitvě u Lucofaa, což mělo za následek smrt Martina z Laonu. I když k této bitvě mohlo dojít až po Dagobertově smrti, ale pravděpodobným datem bitvy je září 679, kdy byl Dagobert ještě naživu. K jeho smrti došlo až na konci roku 679, kdy byl krátce po Wilfridově návštěvě zavražděn. Životopis Wilfrida uvádí, že vražda byla navržena „zrádnými vévody“ se souhlasem biskupů. Podle pozdní tradice ho při lovu ve Woëvre zabil jeho vlastní kmotřenec John. Tradiční datum jeho smrti 23. prosince, je založeno až na zdrojích z pozdější doby, ale historiky je všeobecně přijímáno.
Po Dagobertově smrti se Ebroinovi podařilo autoritu Theudericha III. prosadit i v Austrasii. Na Wilfridově zpáteční cestě v roce 680 ho v Austrasii zatkli Ebroinovi muži, kteří mu vyčítali, že zařídil Dagobertův návrat z exilu.
Dagobert znovu zavedl ražbu zlatých tremissů, která byla pozastavena Childerichem II. kolem roku 670. Dagobert byl posledním králem, jehož jméno bylo na zlatých tremissech vyraženo. Královské tremissi ražené v Marseille od roku 613 do roku 679, byly vždy raženy i se jménem krále, což bylo neobvyklé, protože franské mince obvykle obsahovaly pouze jména peněžníka a mincovny. Životopis Wilfrida je jediným zdrojem, který zaznamenal Dagobertovu vraždu, což je do určité míry potvrzeno skutečností, že byl před koncem 9. století v oblasti Arden uctíván jako mučedník. Dagobertův kult nebyl nikdy rozšířený mimo oblast kolem Stenay. Místo pohřbení není známe, ale životopis Wilfrida uvádí jako místo pohřbu, kostel svatého Remigia ve Stenay. Pokud by to byla pravda, pak převorství ve Stenay bylo zrušeno v roce 1580 a v roce 1591 byly protestanty zbourané i opuštěné budovy převorství. Případné Dagobertovy ostatky pak byly rozptýleny a některé patrně skončily v belgickém Saint-Ghislain.